# Округ Хинсдејл (Колорадо)
Хинсдејл (енгл. Hinsdale County) је округ у америчкој савезној држави Колорадо. По попису из 2010. године број становника је 843. Седиште округа је град Лејк Сити.

## Демографија
Према попису становништва из 2010. у округу је живело 843 становника, што је 53 (6,7%) становника више него 2000. године.
| Група             | 2000.       | 2010.       |
| Белци             | 763 (96,6%) | 786 (93,2%) |
| Афроамериканци    | 0 (0,0%)    | 3 (0,4%)    |
| Азијати           | 2 (0,3%)    | 3 (0,4%)    |
| Хиспаноамериканци | 12 (1,5%)   | 24 (2,8%)   |
| Укупно            | 790         | 843         |